# Тадеуш Мазовецький

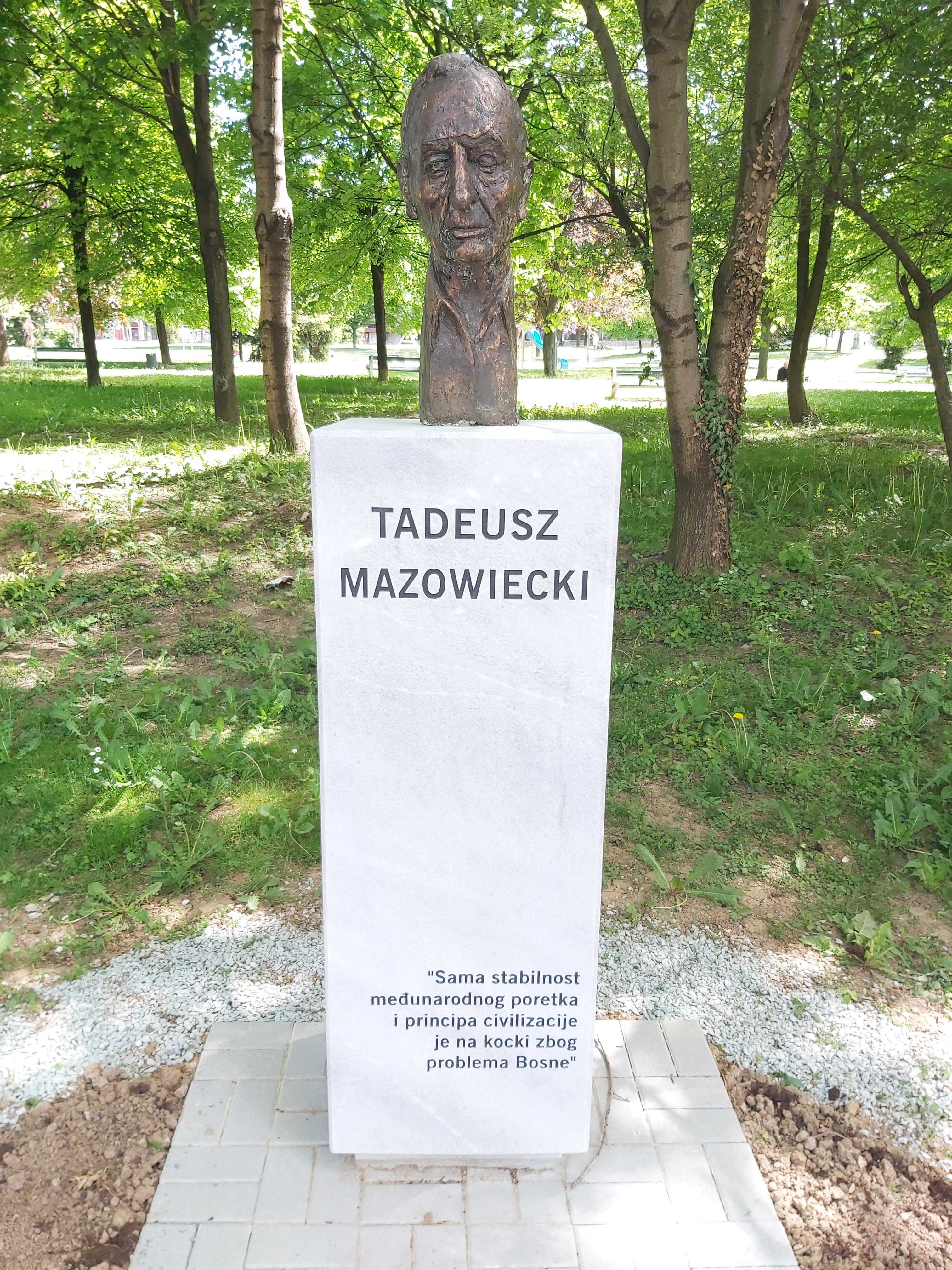
Скульптура Тадеуша Мазовецького, Сараєво

Таде́уш Мазове́цький (пол. Tadeusz Mazowiecki; 18 квітня 1927, Плоцьк, Польська республіка — 28 жовтня 2013, Варшава, Польща) — польський публіцист, громадський діяч і політик, один із лідерів руху «Солідарність» та перший посткомуністичний прем'єр-міністр Польщі (1989—1991) й у всій Центрально-Східній Європі. Близький друг Івана Павла II.

## Біографія
Народився у сім'ї лікаря. Закінчив юридичний факультет Варшавського університету, але юристом не працював, а зайнявся публіцистикою.
У 1950 у почав працювати в католицькому тижневику у Вроцлаві, займався питаннями молоді. Через деякий час зайняв пост головного редактора вроцлавського католицького тижневика.
У 1952 році вступив у вроцлавську організацію Товариства світських католиків (ПАКС).
У 1954 у активно включився в політичну діяльність.
У 1955 у був виключений з ПАКС за критику його керівника Болеслава П'ясецького.
1956 — став одним із засновників Клубу католицької інтелігенції в Варшаві.
1958 — заснував місячник Węza, орган Клубу католицької інтелігенції, і став його головним редактором. Депутат польського Сейму від опозиційної католицької організації  Знак (пол. Znak); 1961–1972.
1968 — організація «Знак» стала відома як організатор студентських демонстрацій.
У 1970-х роках підтримував контакти з нелегальним Комітетом захисту робітників.
1980 — став співробітником керівника незалежного профспілкового об'єднання «Солідарність» Леха Валенси. У серпні того ж року став ініціатором листа групи інтелектуалів та підтримку страйкуючих робітників Берегу. Був організатором і головою комісії експертів при міжзаводський страйковому комітеті на Гданської судноверфі. Був радником профспілки «Солідарність», а в 1981 рік у зайняв пост головного редактора тижневика пол. Tygodnik Solidarność.
13 грудня 1981 — у ніч введення в Польщі воєнного стану був інтернований.
Звільнений 23 грудня 1982. Був радником Леха Валенси, а з 1987 — радником Всепольської виконавчої комісії профспілки «Солідарність».
З 1988 — заступник голови ККІ, голова комісії з проблем профспілкового плюралізму Громадянського комітету Солідарність.
У лютому—квітні 1989 — співголова робочої групи з проблем профспілкового плюралізму, член комісії з політичних реформ і підкомісії з засобів масової інформації. Також координатор робочих груп опозиції на переговорах « круглого столу» між опозицією і Польською об'єднаною робочою партією (ПОРП).
З квітня 1989 рік — член Погоджувальної комісії від профспілки «Солідарність». Знову став головним редактором тижневика пол. Tygodnik Solidarność.
У червні 1989 знову обраний до Сейму. В серпні того ж року був висунутий як одного з кандидатів на пост очільника польського уряду.

## На чолі уряду

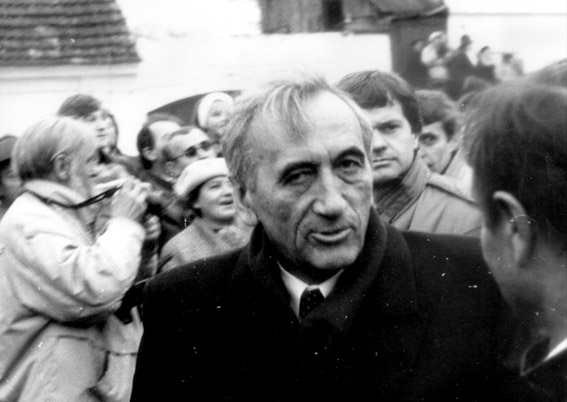
Тадеуш Мазовецький

18 серпня 1989 президент Польщі генерал Войцех Ярузельський прийняв Тадеуша Мазовецького в супроводі кардинала Юзефа Глемпа і лідера ПОРП Мечислава Раковського. Наступного дня, 19 серпня, Ярузельський прийняв відставку генерала Чеслава Кіщака, який не отримав підтримки Сейму, і призначив головою Ради Міністрів ПНР Тадеуша Мазовецького. 24 серпня Сейм голосами прихильників «Солідарності» і депутатів від Об'єднаної селянської партії та Демократичної партії Польщі схвалив кандидатуру Мазовецького, який розпочав формування уряду.
7 вересня оголосив склад першого некомуністичного уряду Польщі. В ньому 11 постів зайняли представники «Солідарності», 4 пости — ПОРП, 4 — Об'єднана селянська партія, 3 — Демократична партія, і 1 — «Солідарність селян-одноосібників». Ключові пости силових міністрів зберегли представники ПОРП: міністр національної оборони Флоріан Сівіцький і міністр внутрішніх справ Чеслав Кіщак. Пост міністра закордонних справ зайняв представник «Солідарності» Кшиштоф Скубішевський, пост міністра праці та соціального забезпечення — Яцек Куронь, пост міністра культури та мистецтв Ізабелла Цивільська. Міністром фінансів став Лешек Бальцерович. 12 вересня Сейм затвердив кабінет Мазовецького. У своїй першій промові перед Сеймом він заявив, що довготерміновою стратегічною метою кабінету стане «повернення до ринкової економіки і зміна ролі держави в господарській царині».
Іншим основним завданням, яке постало перед урядом був демонтаж в Польщі комуністичної системи. У листопаді Сейм прийняв закон про ліквідацію добровільних загонів цивільної міліції і скасував політоргани в армії. 30 грудня 1989 року Конституція була змінена і Польська Народна Республіка отримала назву Республіка Польща.
Економічна реформа, автором якої був Лешек Бальцерович, отримала назву «шокової терапії», проводилась за участю експертів США і Міжнародного валютного фонду. Вона включала в себе радикальне обмеження інфляції, досягнення протягом року рівноваги кошторису країни, товарного та грошового ринків і впровадження ринкових механізмів у всі сфери економіки.
Першою зарубіжною поїздкою Тадеуша Мазовецького став не традиційний візит до Москви, а поїздка в Італію, де 20 жовтня 1989 він відвідав Ватикан і був прийнятий Папою Римським Іваном-Павлом II. Щойно 23 листопада Мазовецький вирушив у свій перший (4-денний) візит в СРСР. Він провів переговори з головою Ради Міністрів СРСР Миколою Рижковим, відвідав Ленінград і Смоленськ. Мазовецький і Рижков підтвердили відносини, засновані на Договорі про дружбу, співпрацю і взаємну допомогу 1945 року і зацікавленість у розвитку економічних зв'язків. Було вирішено змінити торговельні відносини та взаєморозрахунки країн, відмовившись від практики Ради економічної взаємодопомоги і перейшовши до світової практики.
1990 — Тадеуш Мазовецький зі своїми прихильниками відійшов від «Солідарності» і заснував партію «Демократичний союз».
22 вересня 1990 Сейм ухвалив рішення провести до кінця року президентські вибори, а на початку 1991 року саморозпуститися і провести вільні парламентські вибори. 4 жовтня ввечері Мазовецький виступив по національному телебаченню і оголосив про висунення своєї кандидатури на пост президента Польщі. Але на виборах 22 листопада 1990 він зайняв 3-є місце, отримавши 18,8 % голосів. 27 листопада 1990 подав у відставку з поста чільника уряду та залишився керувати країною до сформування нового кабінету.
4 січня 1991 — Тадеуш Мазовецький залишив пост прем'єр-міністра Республіки Польща.

## Кар'єра після 1991 року

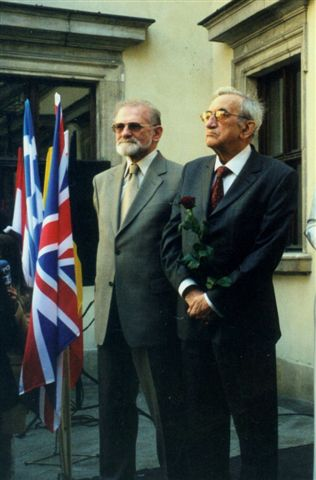
З колишнім міністром закордонних справ Броніславом Геремеком, 2004

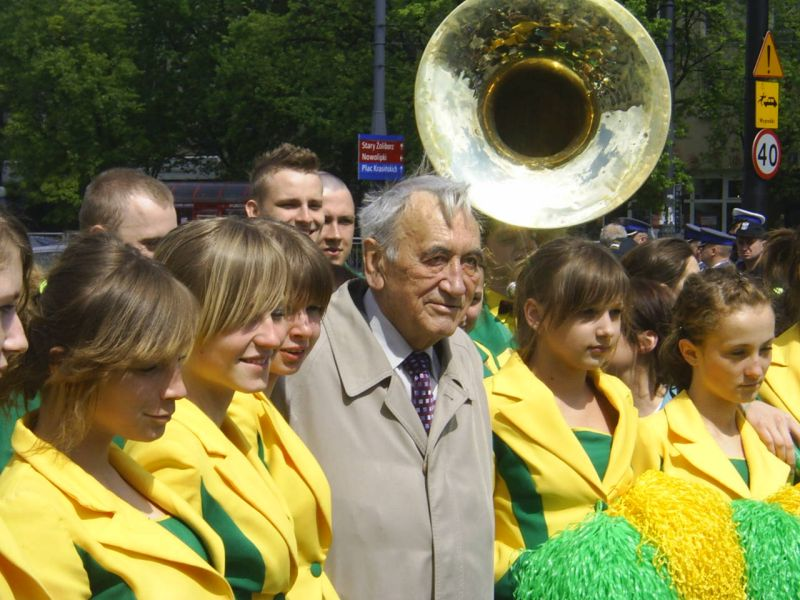
Тадеуш Мазовецький

На виборах 27 жовтня 1991 «Демократичний союз» Мазовецького вийшов на перше місце, отримавши 13,3 % голосів і 75 місць в Сеймі. Мазовецький заявив, що готовий знову сформувати уряд. Але його партія не мала парламентської більшості, до того ж проти Мазовецького виступили і Партія демократичної лівиці, і «Угода центру», і колишній союзник — президент Валенса. Новий уряд Польщі очолив Ян Ольшевський, а партія Мазовецького не увійшла в п'ятипартійну правлячу коаліцію.
1992 — призначений спеціальним представником Комісії ООН з прав людини в колишній Югославії.
У квітні 1994 разом із Лешеком Бальцеровичем, Броніславом Геремеком, Ганною Сухоцькою та Яном Белецьким заснував партію Союз свободи (Унія Свободи). Основу нової партії склав «Демократичний союз» Мазовецького.
1995 — незабаром після масових вбивств в Сребрениці пішов у відставку з поста спеціального представника Комісії ООН з прав людини в колишній Югославії на знак протесту проти політики країн ЄС і США на Балканах, бо ті не змогли запобігти масовим убивствам.
1997 — написав преамбулу до нової Конституції Польщі.
2001 — склав повноваження депутата сейму.

## Нагороди
1998 — нагороджений найвищою відзнакою Франції — орденом Почесного легіону.

## Приватне життя
Тадеуш Мазовецький був одружений, мав трьох синів і кілька онуків. Він овдовів ще до того, як очолив уряд Польщі.

## Публіцистика
- Rozdroża i wartości («Роздоріжжя і цінності»; Biblioteka «Więzi», Tom 26, Społeczny Instytut Wydawniczy Znak 1970)
- Antysemityzm («Антисемітизм»; спільно з Єжи Туровичем i Тадеушем Жихєвичем; самвидав; Niezależna Oficyna Wydawnicza 1981)
- Internowanie («Інтернування»), Aneks, London 1983, ISBN 0-906601-05-3; самвидав: Krąg 1982; Krakowskie Towarzystwo Wydawnicze 1984; Biblioteka «Wolnego Głosu Ursusa» 1989; Rzymskokatolickie Wydawnictwo im. Ignacego Loyoli 1989)
- Powrót do najprostszych pytań («Повернення до найпростіших питань»; самвидав: Oficyna Literacka 1986)
- Druga twarz Europy («Друге обличчя Європи»), Biblioteka «Więzi» 1990, ISBN 83-85124-00-4 [2 wydania]; французьке видання: Un autre visage de l'Europe; переклад Еріка Морен-Аґіляра; передмова — Жан-Марі Доменаш; Les Éditions Noir sur Blanc 1989, ISBN 2-88250-009-2)
- Partei nehmen für die Hoffnung: über Moral in der Politik (переклад Анджеліки Вебер i Ґеорґа Ціґлера; передмова Манфреда Зайдлера), Herder, Freiburg 1990, ISBN 3-451-21825-9
- Raporty Tadeusza Mazowieckiego z byłej Jugosławii («Рапорти Тадеуша Мазовецького з колишньої Югославії»; ред. Рената Гліва i Роман Вєрушевський; переклад з англійської — Адам Шосткєвич, Аґнєшка Пахольська, Цецилія Ґорзонь, переклад з французької Рената Гліва; Poznańskie Centrum Praw Człowieka Instytutu Nauk Prawnych Polskiej Akademii Nauk — Fundacja «Promocja Praw Człowieka — Badania i Nauczanie» Agencja «Scholar» 1993, ISBN 83-85838-06-6)
- Kredowe koła i dwa inne eseje («Крейдяні кола і два інші есеї»), Biblioteka «Więzi» 1997
- Politik und Moral im neuen Europa («Політика і мораль у новій Європі»; містить також текст Яна Паточки), Passagen Verlag, Wiedeń 1999, ISBN 3-85165-308-4)